# اس/۲۰۰۷ اس ۲
اس/۲۰۰۷ اس ۲ (به انگلیسی: S/2007 S 2) یکی از قمرهای سیاره زحل است که در تاریخ ۱ مه ۲۰۰۷ توسط اسکات اس. شپرد، دیوید سی.جویت، جن کلینه و برایان جی.مارسدن کشف شد که از ۱۸ ژانویه ۲۰۰۷ تا ۱۹ آوریل ۲۰۰۷ در حال رصد شدن بود. اس/۲۰۰۷ اس ۲ با قطر ۶ کیلومتر و مداری با فاصله تقریبی ۱۶٬۰۵۴٬۵۰۰ کیلومتر طی ۷۵۹٫۲ روز به دور زحل با انحراف مداری ۱۷۶٫۶۵ درجه نسبت به دائرةالبروج با حرکت موافق‌گرد با خروج از مرکز مداری ۰٫۲۳۷ در گردش است.